# Gâtinais

Mappa della regione storica in rapporto ai confini amministrativi odierni

Il Gâtinais (o Gâtine) è una provincia storica francese, situata nell'area attorno alla vallata del Loing, corrispondente all'incirca alla parte nordoccidentale dell'attuale dipartimento del Loiret, e al meridione del dipartimento della Senna e Marna. Già sotto i Borbone il Gâtinais era amministrativamente diviso in due: il Gâtinais français (detto così in quanto dipendente dall'Île-de-France) e il Gâtinais orleanais (dipendente dall'Orleanese).

## Etimologia
Il nome deriverebbe dall'antico francese "gattine" ("luogo spoglio", nel senso di "luogo ove sorgeva una foresta abbattuta"), o dal pagus Wastinensis (o Vastinensis), sotto i Franchi uno dei cinque appartenenti all'arcivescovo di Sens.

## Territorio
La Puisaye, e gli altri feudi arcivescovili del nordovest dell'odierno dipartimento della Yonne, ad ovest del fiume omonimo, sono anch'essi considerati parti del Gâtinais, così come la zona attorno ad Étampes nel dipartimento dell'Essonne.
Il capoluogo del Gâtinais era Château-Landon, e idealmente possiamo tracciare i confini della provincia in un raggio di una quarantina di chilometri attorno alla chiesa di Notre-Dame de Château-Landon. La parte occidentale, Gâtinais orléanais, corrisponde all'arrondissement di Montargis e a gran parte di quello di Pithiviers, nel Loiret; la parte orientale, Gâtinais français, aveva Nemours come capoluogo, e corrisponde all'arrondissement di Fontainebleau nella Senna e Marna.
La zona è oggi essenzialmente a vocazione agricola, sebbene la parte occidentale sia coperta di boschi; è nota per lo zafferano, così come per il miele, prodotto con metodi tradizionali attorno a Pithiviers.
| Controllo di autorità | VIAF (EN) 246102948 |